# Berliner Gesellschaft für Psychiatrie und Neurologie
Berliner Gesellschaft für Psychiatrie und Neurologie (Berlińskie Towarzystwo Psychiatrii i Neurologii), od 1879 do 1933 Berliner Gesellschaft für Psychiatrie und Nervenkrankheiten (Berlińskie Towarzystwo Psychiatrii i Chorób Nerwowych) – niemieckie towarzystwo naukowe założone w 1867 roku w Berlinie.
Przewodniczący Towarzystwa:
- Wilhelm Griesinger (29 stycznia 1867 – 19 maja 1868)
- Carl Westphal (15 grudnia 1868 – 14 stycznia 1889)
- Wilhelm Sander (11 marca 1889 – 12 stycznia 1891)
- Friedrich Jolly (12 stycznia 1891 – 14 grudnia 1903)
- Emanuel Mendel (11 stycznia 1904 – 8 stycznia 1906)
- Theodor Ziehen (5 marca 1906 – 3 grudnia 1906)
- Hermann Oppenheim (14 stycznia 1907 – 9 grudnia 1907)
- Martin Bernhardt (17 lutego 1908 – 14 grudnia 1912)
- Theodor Ziehen (11 stycznia 1909 – 9 stycznia 1911)
- Carl Moeli (20 lutego 1911 – 11 grudnia 1911)
- Hugo Liepmann (8 stycznia 1912 – 17 marca 1913)
- Karl Bonhoeffer (26 maja 1913 – 11 stycznia 1915)
- Hugo Liepmann (8 lutego 1915 – 10 stycznia 1916)
- Karl Bonhoeffer (14 lutego 1916 – 11 stycznia 1932)
- Franz Kramer (8 lutego 1932 – 23 listopada 1933)
- Karl Bonhoeffer (11 grudnia 1933 – 11 listopada 1940)
- Max de Crinis (1941–1944)[2]
- Christel Roggenbaum (1947–1951)[2]

Niemiecka Republika Demokratyczna:
- Rudolf Thiele (1951–1957)
- Karl Leonard (1957–1971)
- Heinz Schulze (1971–1991)

Niemcy Zachodnie:
- Helmut Selbach (1953–1971)
- Arno Voelkel (1971–1977)
- Hanfried Helmchen (1977–1985)
- Dieter Janz (1985–1990)
- Werner Greve (1990)

Po zjednoczeniu Niemiec:
- Werner Greve (1991–1993)
- Peter Marx (1993–1996)
- Lutz Schmidt (1996–2001)
- Hans-Peter Vogel (2001–2005)
- Hans Gutzmann (2005–2009)
- Hans-Christian Koennecke (2009–2013)
- Tom Bschor (od 2013)